# 16199 Rozenblyum
16199 Rozenblyum (2000 BX26) là một tiểu hành tinh vành đai chính được phát hiện ngày 30 tháng 1 năm 2000 bởi nhóm nghiên cứu tiểu hành tinh gần Trái Đất phòng thí nghiệm Lincoln ở Socorro.